# 橋本歩
橋本 歩（はしもと あゆみ、1983年6月17日 - ）は、日本の陸上競技選手（長距離種目）。
和歌山県御坊市出身。
大成中学時代は、全日中で800mと1500mに出場したものの、入賞できずに終わってしまう。しかし、1998年の国体では少年B800mで高校生を押し退けて2位に入った。
日高高校に進学し、2000年、高校2年時の近畿高校総体にて800mで2分05秒79のタイムで他を寄せ付けずに優勝。
この記録は高2歴代2位&近畿高校新記録というものであった。
しかし、その1ヵ月半後のインターハイでは右脚を故障してしまい、ライバルと目されていた西村美樹に4秒の大差で負けてしまい2位に終わる。
そのとき西村は2分04秒00と言う好記録で走り高校記録を更新。
そして、高校3年の2001年でも怪我に悩まされ、インターハイの800mでは0秒01という僅差で敗れてしまう。
このように高校時代は高校総体でのタイトルに縁がなかったが、国体の少年A1500mで1度だけ優勝している。
しかもラストに強いルーシー・ワゴイに競り勝っている。
高校卒業後は三井住友海上陸上競技部に入部。
入部後はスピード練習に因る度重なる故障から回避するためなのか、中距離種目をほとんど走らなくなり徐々にレースの距離を長くしていく。
2007年9月に三井住友海上を一度退部したが、2008年4月に復帰している。